# Machinefabriek Drakenburgh, v/h D.W. van Rennes
N.V. Machinefabriek Drakenburgh, v/h D.W. van Rennes was een Nederlandse machinefabriek die met voorlopers van circa 1860 tot 2006 bestond, aanvankelijk te Utrecht, vanaf 1938 te Leiden. De onderneming werd bekend door de fabricage van motoren. 

## Oprichting en uitbreiding
De onderneming werd opgericht door Dirk Willem van Rennes (Utrecht, 26 december 1836 - 30 november 1912). Hij was een technisch pionier. Aanvankelijk leverde zijn machinewerkplaats een diversiteit aan producten. Zo verkreeg Van Rennes in 1860 octrooi op een machinale deegkneder, in 1866 ontwikkelde hij een stempelpers voor boekbinderijen en in 1868 vervaardigde hij een handnaaimachine. Deze werktuigen werden in beperkte aantallen geproduceerd in zijn werkplaats aan de Lange Smeesteeg in Utrecht. In 1871 verhuisde het bedrijf naar het voormalige stadskasteel Drakenburgh aan de Oudegracht in Utrecht. In 1876 verkreeg Van Rennes octrooi op een heteluchtmotor, geschikt voor kleine vermogens en toepasbaar in het kleinbedrijf. Het redelijke succes was ook af te lezen aan de geleidelijke uitbreiding van het personeelsbestand: van 35 werklieden in 1878 tot ruim 50 a 80 begin 20ste eeuw. Vanaf begin jaren 1880 ontwikkelde Van Rennes gasmotoren, de eerste werd in 1883 aan fa. Gebr. Braakensiek te Amsterdam geleverd. Eind van de jaren tachtig startte hij daarnaast met de ontwikkeling van petroleummotoren. De eerste, vervaardigd in 1890, was bestemd voor zijn eigen bedrijf. De latere motoren vonden vooral afzet als scheepsmotor. De aanzet hiertoe was een verzoek van Schippersvereniging Schuttevaer die op aandrang van haar leden (binnenschippers) een motor voor de binnen- en beurtvaart liet ontwikkelen en zich garant stelde voor de onkosten in geval van mislukking. De eerste proefvaarten vonden in 1896 plaats. De motor was rechtstreeks aan de schroefas gekoppeld, waardoor riemaandrijving overbodig werd.

## Diverse motoren
Het succes van deze constructie leidde tot capaciteits- en omgevingsproblemen. De start van de werkdagen om vijf uur in de ochtend met de bijbehorende geluidsoverlast en een onaangename lucht leidde tot klachten van buurtbewoners, zodat het bedrijf in 1899 verhuisde van de Oudegracht naar de Croeselaan, bij het oude buitenhuis Raadwijk. In 1903 werd het bedrijf omgezet in een naamloze vennootschap onder de naam 'Machinefabriek Drakenburgh voorheen D.W. van Rennes' met een maatschappelijk kapitaal van f 120.000. Het jaar daarop kwam een nieuw bedrijfsgebouw tot stand. Doorgaans heeft men het over een 'Van Rennes motor', de benaming 'Drakenburgh motor' wordt meer gebruikt voor de latere motoren voor de kustvaart. Tussen circa 1910 en 1918 bouwde Van Rennes nog een zuiggasmotor voor zeeschepen waaronder de Zeemeeuw en Zeearend van Van der  Giessen. Verder vervaardigde Van Rennes rond 1915 nog ruwoliemotoren.

## Verder zonder Van Rennes
Gerrit Hendrik Bernard Hogewind, in 1896 in dienst getreden, werd na het overlijden van D.W. van Rennes directeur van het bedrijf. In 1928 volgde de constructeur van dieselmotoren S Lantinga (1885-1972) hem op, Hogewind werd benoemd tot lid van de raad van commissarissen.
Tijdens de crisis van de jaren 30 liep het aantal orders terug. Hoewel het bedrijf nagenoeg failliet was, hadden de Van Rennes-motoren in vakkringen nog altijd een zeer goede naam, op basis waarvan de productie werd voortgezet. De fabriek ging in 1938 in afgeslankte vorm verder in een bedrijfshal, gehuurd van bouwmaterialenhandel Fontein aan de Sumatrastraat in de stad Leiden. In 1955 werd het bedrijf verkocht aan het familiebedrijf Van der Wal. Nog tot het einde van de jaren zeventig ging men door met de bouw van motoren. Het productieprogramma omvatte in die tijd naast algemene machinebouw ook kraanbouw en veevoederinstallaties. Het bedrijf had meer dan 100 man personeel en een jaaromzet van € 8,5 miljoen.
In 1978 werd het bedrijf overgenomen door vijf medewerkers. Het verhuisde twee jaar later naar een locatie aan de Admiraal Banckertweg onder de bedrijfsnaam 'Drakenburgh B.V.' Maar ook dat pand bleek weer te klein en in 1986 werd een tweede fabriekshal aan de overkant in gebruik genomen. In 1978 had het bedrijf 25 werknemers, in 1987 70 werknemers. Rond die tijd produceerde het bedrijf zeer kleine onderdelen tot stalen constructies van 50 ton zwaar, maar ook transportbanden en het toneel van de Alkmaarse Theater De Vest. Het groeide op het hoogtepunt uit tot een bedrijf van zo'n 125 medewerkers. In 2005 had het nog een jaaromzet van € 8,5 miljoen.
In 2006 ging het bedrijf failliet. Nieuwe investeerders werden niet gevonden, maar het overgrote deel van de 75 medewerkers kon aan het werk blijven. Ze konden worden overgenomen door de bagger- en Offshore multinational IHC. Historisch belangrijke stukken zijn overgebracht naar Museumwerf Vreeswijk, waaronder de heteluchtmotor.